# Eula (Borna)
Eula ist ein Ortsteil und eine Ortschaft der sächsischen Stadt Borna im Landkreis Leipzig. Zur Bornaer Ortschaft Eula gehörten die Ortsteile Eula, Kesselshain, Haubitz und Gestewitz.

## Geografie und Verkehr
Eula liegt etwa 23 Kilometer südsüdöstlich der sächsischen Großstadt Leipzig am gleichnamigen von Ost nach West fließenden Bach Eula. Westlich des Ortes verläuft in Nord-Süd-Richtung die A 72, die über die Anschlussstelle Borna-Nord zu erreichen ist. Dort sind die Bundesstraßen B 93 und B 176 an die Autobahn angebunden.
Nachbarorte von Eula sind Thierbach im Nordosten, Braußwig und Dittmannsdorf im Osten sowie die vor 1994 zur Gemeinde Eula gehörenden Ortsteile Kesselshain im Süden, Haubitz im Westen und Gestewitz im Nordosten.
Eula und seine Ortsteile liegen im renaturierten Gebiet der Tagebaue Witznitz I und II und Borna-Ost/Bockwitz. Daher reihen sich um die Orte mit dem Haubitzer und Bockwitzer See und dem Speicherbecken Witznitz einige Seen.

## Geschichte

### Eula

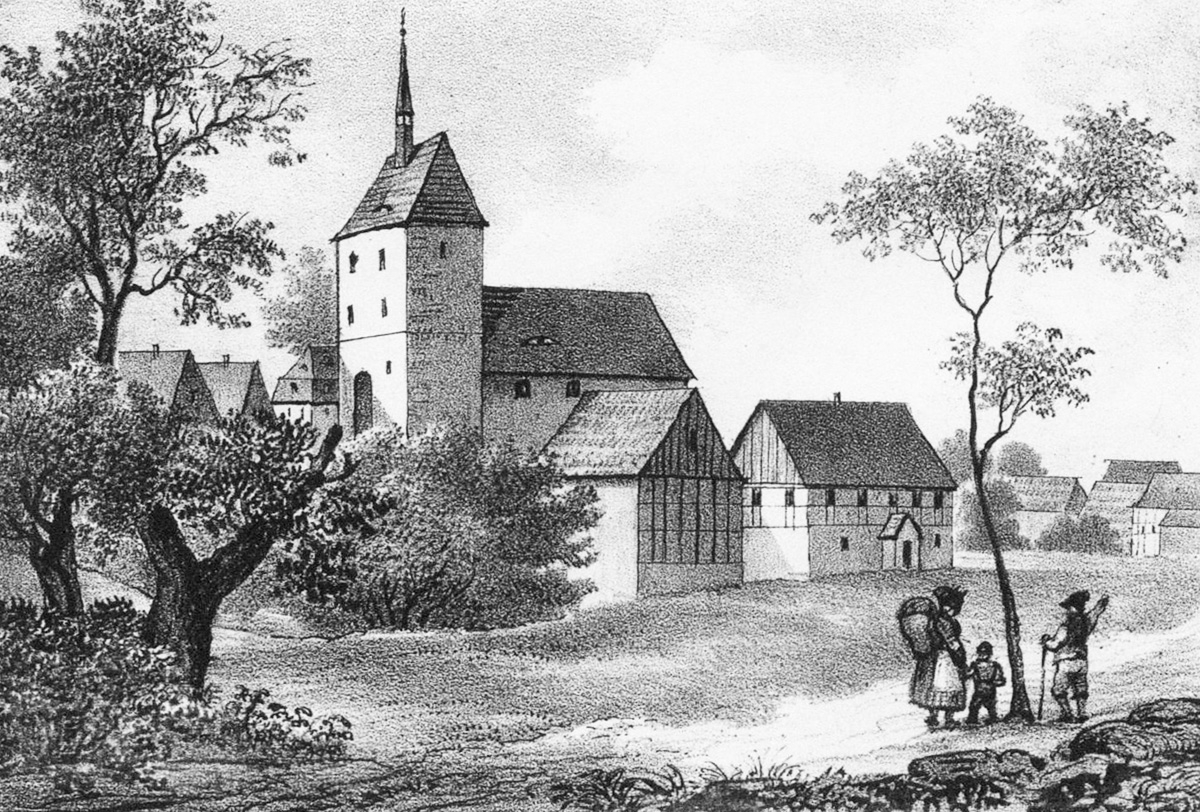
Die Wiprechtskirche um 1840

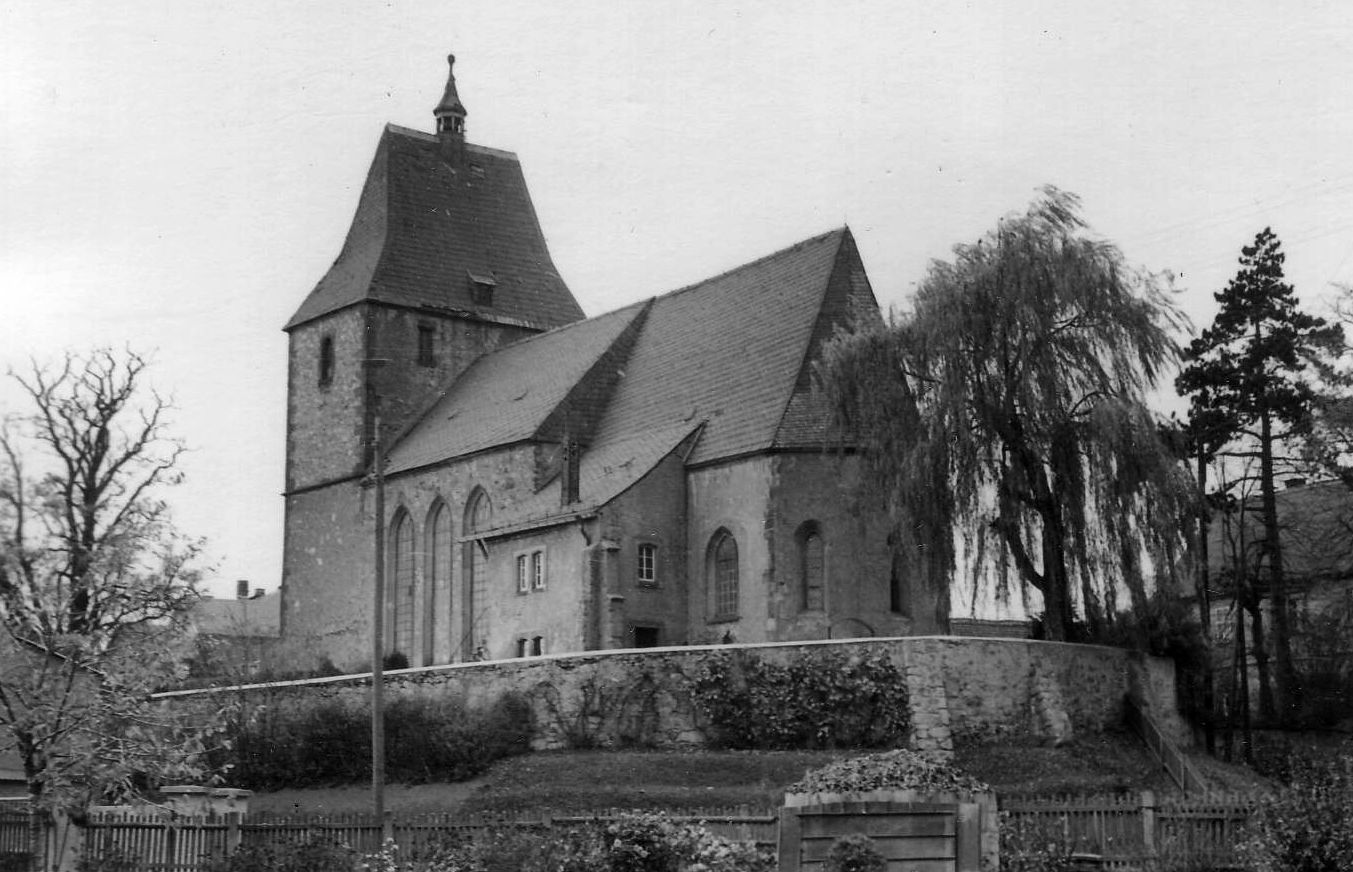
Etwa 1978

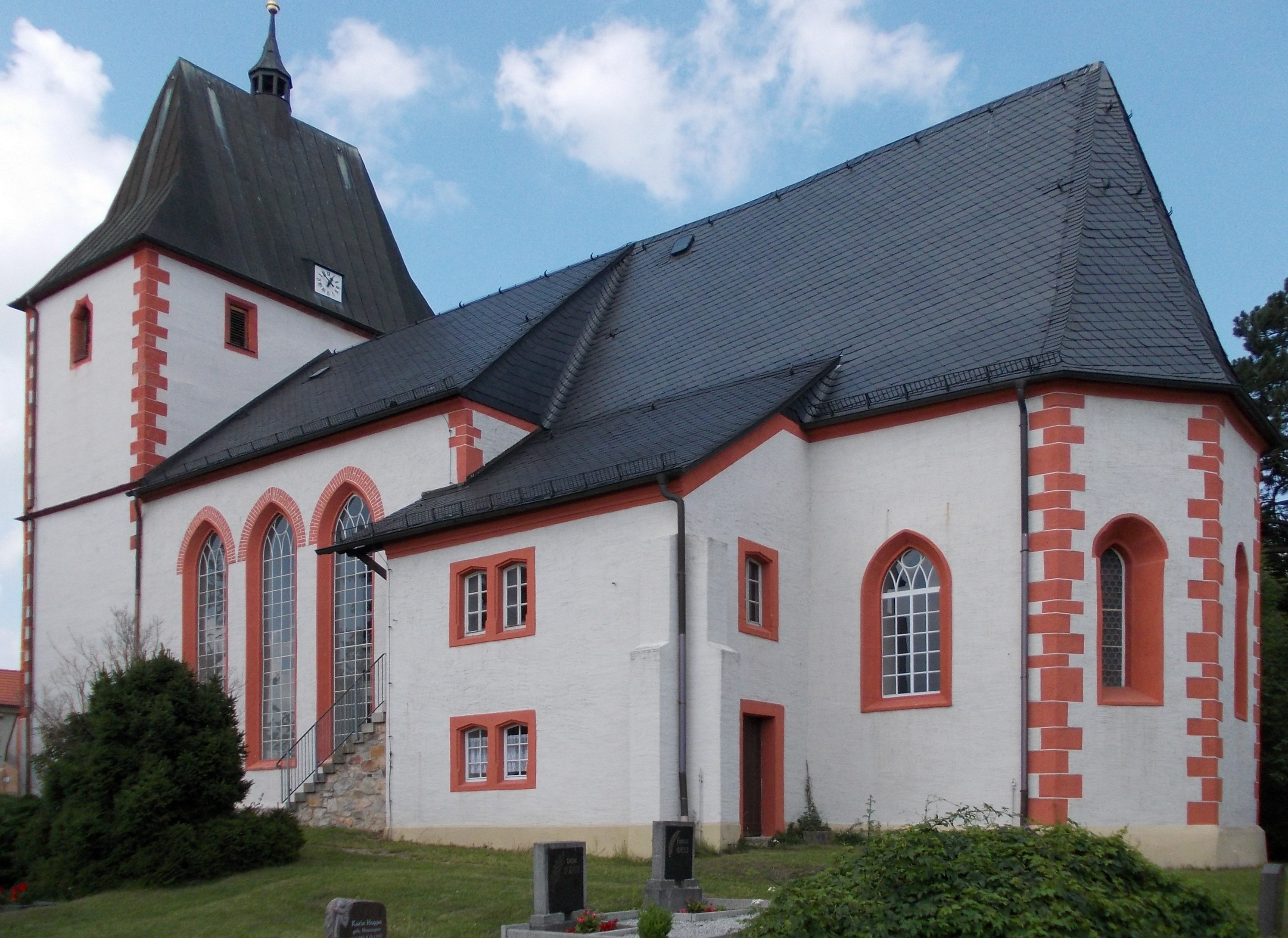
Und 2012

Die Ortschaft Eula wurde im Jahre 1090 erstmals als Siedlung mit dem Namen „Hyla“ urkundlich erwähnt. Das Dorf Eula erhielt seinen Namen wahrscheinlich durch das slawische Wort „ilu“, Lehm, weil der Eula-Bach durch ein Lehmgebiet fließt. Die erste belegte Ortsnamenform datiert von 1378 als Ila bzw. Yla.
Das älteste Gebäude im Dorf ist die weit über die Aue der Eula sichtbare Wiprechtkirche. Die Sage schreibt Wiprecht von Groitzsch die Stiftung der Kirche zu. Dieser war mit dem Hause der Wettiner verschwägert und trieb die deutsche Ansiedlung zwischen Elster und Mulde voran. Auf einer seiner Reisen zwischen Leisnig und Groitzsch soll er im Dörfchen Yla ein armseliges Holzkirchlein aufgefunden haben und ließ dann auf seine Kosten 1106 die steinerne Kirche bauen. Ihre spätgotischen Formen erhielt die Kirche im 15. Jahrhundert.
Die Ortschaft Eula ist nach wie vor von einem ländlichen Charakter geprägt, hat ein Gewerbegebiet, Eigenheimstandorte, zahlreiche Handels-, Dienstleistungs- und Handwerksbetriebe sowie Landwirtschaftsunternehmen. Ein beliebter Treffpunkt für Jung und Alt ist das neu entstandene Vereinshaus in Eula, wo ein reges sportliches und kulturelles Vereinsleben gepflegt wird.
August Schumann nennt 1815 im Staats-, Post- und Zeitungslexikon von Sachsen Eula betreffend u. a.: 

„Es gehört amts. zum Rittergute Kesselshain, hat 45 Häuser, 220 Einwohner, eine Pfarrkirche und eine Schule. Unter den Einwohnern sind 4 Anspänner, 10 Hintersäßer, 4 Gärtner und 15 Häusler; auch 1 Mühle mit 3 Gängen gehört zum Dorfe. Der Boden ist sandig, die Gegend sehr angenehm. Die Einwohner leben vom Ackerbau und der Viehzucht; sie halten auf ihren Fluren eigene Schaaftrifft für eine Heerde von 300 Stück veredelten Viehes. Hier ist eine Mutterkirche zu welcher das Filial Thierbach gehört, und wohin die Dörfer Kesselhain, Brauswig, Gestwitz, Haubitz und Klein-Zössen eingepfarrt sind. Die Collatur hat der Rittergutsbesitzer von Kesselhain; Kirche und Schule unterstehen der Inspection Borna. – Die Kirche stehet auf einer Anhöhe, ihr viereckiger Thurm kann weit gesehen werden; sie ist ein altes Gebäude. Zur Pfarre gehört eine starke Feldwirthschaft, ein Pfarrholz und eine kleine Pfarr-Dotal-Gerichtsbarkeit.“

#### Kesselshain

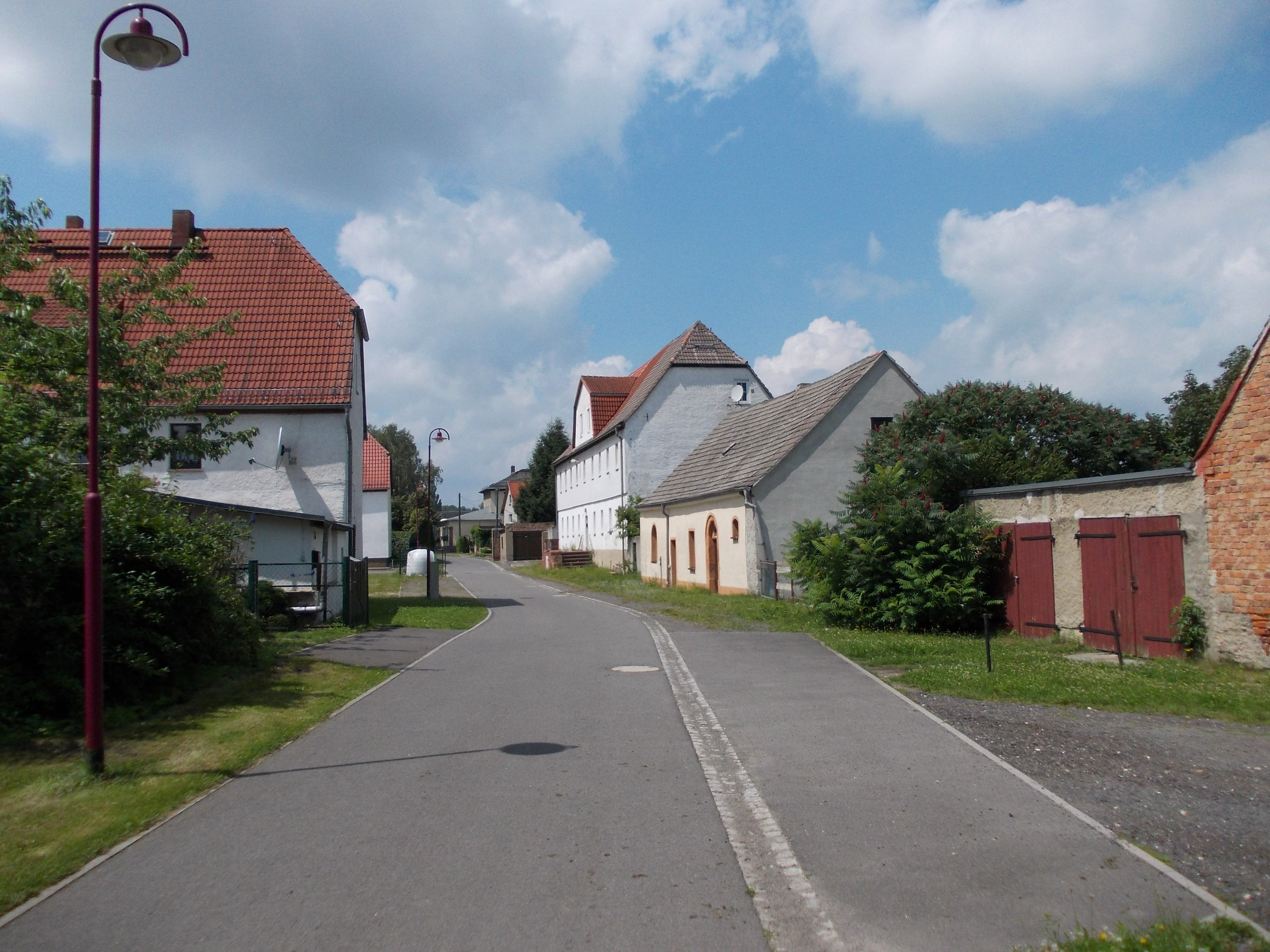
Rittergut Kesselshain

Kesselshain schon 1350 so genannt, ist ein kleines Dorf, welches schon seit langer Zeit ein Ortsteil von Eula war, nur getrennt durch den Eulabach. Der Ortsname bedeutet so viel wie „die Siedlung, die am Hain im Kessel liegt“, also in einer Senke. Das Rittergut selbst ist teils von Obst- und Gemüsegärten, teils von Teichen und Grasgärten umgeben und liegt mit den wenigen Häusern des Dorfes in der freundlichen, von der Eula bewässerten Wiesenaue. Vor dem Rittergut befindet sich ein freier, mit hohen Linden bepflanzter Platz, an dessen Eingang eine mehrere Jahrhunderte alte, starke Eiche von seltenem Umfang mit gewaltigen Ästen steht. Sie hat den Namen „Luthereiche“, weil die Sage geht, dass Luther auf seiner Rückkehr von der Wartburg über Borna nach Grimma unter ihr gepredigt habe. In den Jahren 1936/37 entstanden die ersten Häuser der Siedlung Kesselshain südlich von Eula.

#### Gestewitz

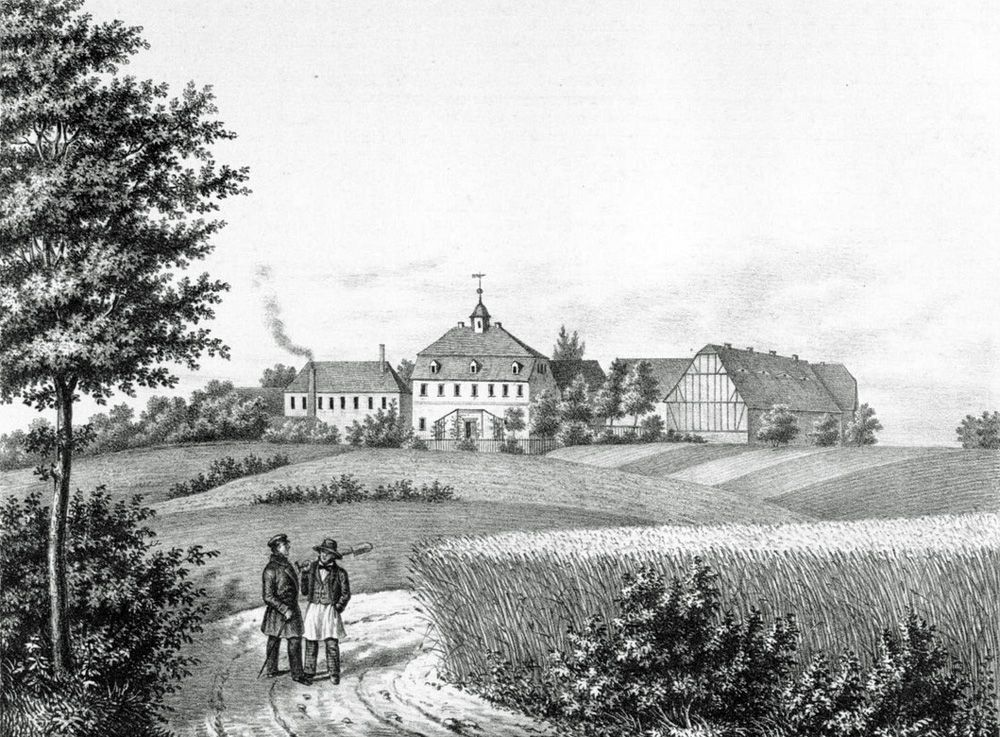
Das Gut Gestewitz um 1850

Gestewitz liegt einen Kilometer nördlich von Eula an der B 95. Es wurde erstmals 1378 als Gostewicz erwähnt und bedeutet so viel wie „Leute des Gastes“. In Gestewitz existierte, etwas abseits gelegen, ein Rittergut.

#### Haubitz
Das kleine Rundlingsdorf zwischen dem Witznitzer Speicherbecken im Süden und dem Hainer See im Norden wurde 1350 erstmals als Hugewicz genannt. Der Ortsname ergibt sich aus dem deutsch-altsorbischen Mischnamen Hugovici „Ort der Leute eines Hugo“. Er gilt als Stammsitz derer von Haugwitz.
Bis heute ist der Ort landwirtschaftlich geprägt und glänzt durch seine schönen Fachwerkhäuser. Zwischen 1911 und 1949 war südlich des Orts der Tagebau Witznitz I aktiv, in dessen Restloch sich jetzt das Speicherbecken Witznitz befindet. Zwischen 1975 und 1990 verschlang das Baufeld III des Tagebaus Witznitz II das Gebiet nördlich des Orts. Das westlich von Eula gelegene Haubitz ist schon jetzt ein beliebter Ausgangspunkt zum Hainer See mit der Haubitzer Bucht und seiner umliegenden Landschaft, die nach Renaturierung des stillgelegten Tagebaus Witznitz II entstand.

### Gemeinsame Geschichte der Ortsteile
Eula mit dem Rittergut Kesselshain, Gestewitz und Haubitz lagen bis 1856 im kursächsischen bzw. königlich-sächsischen Amt Borna. Ab 1856 gehörten die Orte zum Gerichtsamt Borna und ab 1875 zur Amtshauptmannschaft Borna.
Eula war von alters her landwirtschaftlich geprägt. Mit Beginn des 20. Jahrhunderts hielt der Braunkohlen-Bergbau Einzug, wodurch auch die Einwohnerzahl anstieg. 1935 wurde Gestewitz und 1948 Haubitz zu Eula eingemeindet.
Am 1. März 1994 wurde Eula mit seinen damaligen Ortsteilen Kesselshain, Gestewitz und Haubitz nach Borna eingemeindet. Eula bildet seitdem eine Ortschaft mit eigenem Ortschaftsrat.
Am 30. Januar 2015 wurde die Sakristei der Kirche durch einen Brand zerstört. Ein Übergreifen auf den Hauptteil der Kirche konnte verhindert werden, es entstanden jedoch Schäden durch Ruß.

## Entwicklung der Einwohnerzahl
| Jahr    | Einwohnerzahl                                      |
| ------- | -------------------------------------------------- |
| 1548/51 | 28 besessene Mann, 26 Inwohner, 22 ½ Hufen         |
| 1764    | 27 besessene Mann, 4 Gärtner, 11 Häusler, 23 Hufen |
| 1834    | 254                                                |
| 1871    | 335                                                |

| Jahr   | Einwohnerzahl |
| ------ | ------------- |
| 1890   | 309           |
| 1910 1 | 465           |
| 1925 1 | 514           |
| 1939 2 | 853           |

| Jahr   | Einwohnerzahl |
| ------ | ------------- |
| 1946 2 | 1076          |
| 1950 3 | 1233          |
| 1964 3 | 1072          |
| 1990 3 | 939           |

## Aus Eula stammende Personen
- Johann Christoph Bauriegel (1773–1850), Pädagoge und Betreiber eines privaten Lehrerseminars in Peres-Pulgar
- Christian Gottlob Fischer (1815–1893), evangelisch-lutherischer Pfarrer und Autor
- Günther Kleiber (1931–2013), SED-Politiker
- Frank Michaelis (* 1943), (Keramik-)Künstler, u. a. Objekte mit Kristallglasuren bei Meissener Porzellan